# Hacendera

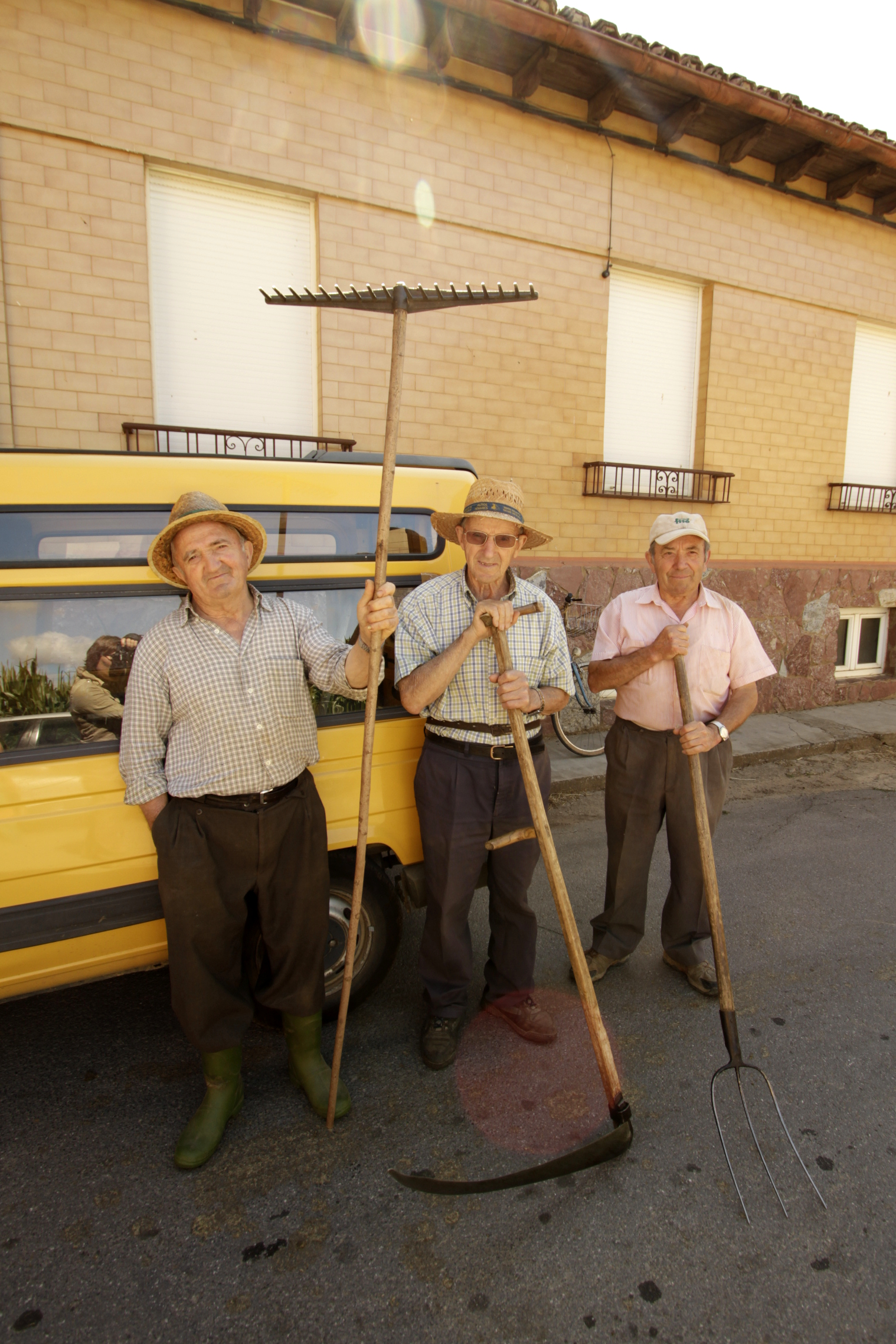
Hacendera en Villanueva del Condado

La hacendera es el trabajo colectivo con fines de utilidad social realizado en España. Sus orígenes se remontan a la Edad Media como parte de un tributo o prestación con trabajos comunitarios a favor de un municipio. Durante la hacendera se realiza la construcción y mantenimiento de espacios de uso común como caminos, presas, puentes, fuentes, molinos, etc. La hacendera es el equivalente a la minka, realizada en los países de América del Sur, y el tequio, realizada en México.